# Вознесень
Вознесень (Вознесены, рум. Vozneseni, Вознесень) — село в Леовском районе Молдавии. Является административным центром коммуны Вознесень, включающей также сёла Троян и Троица.

## География
Село расположено на высоте 78 метров над уровнем моря.

## Население
По данным переписи населения 2004 года, в селе Вознесень проживает 705 человек (333 мужчины, 372 женщины).
Этнический состав села:
| Национальность | Число жителей | Процентный состав |
| -------------- | ------------- | ----------------- |
| болгары        | 470           | 66.67             |
| молдаване      | 148           | 20.99             |
| русские        | 26            | 3.69              |
| гагаузы        | 26            | 3.69              |
| украинцы       | 17            | 2.41              |
| цыгане         | 8             | 1.13              |
| евреи          | 1             | 0.14              |
| прочие         | 9             | 1.28              |
| Всего          | 705           | 100%              |